# Isla de San Patricio
Isla de San Patricio (en inglés: St Patrick's Isle; en manés: Ellan Noo Perick) es una pequeña isla frente a la Dependencia de la Corona Británica de Isla de Man en el Mar de Irlanda, en gran parte ocupada por el Castillo Peel y que destaca por su atractivo y las ruinas de esa estructura histórica relativamente bien conservada. Estas ruinas incluyen la iglesia de San Patricio, una torre de estilo irlandés redonda, una catedral, y la residencia más reciente de los Lores de Mann. La antigua catedral fue abandonada en el siglo XVIII, y nunca se reconstruyó.
El islote es ahora un destino turístico dentro de las murallas del castillo. Hay un paseo público de todo el exterior del castillo, que recubre el borde costero del islote. Se conecta a la ciudad de Peel en la Isla de Man por un paso elevado sobre la playa de Fenella. Además de las ruinas históricas, la isla es en parte un santuario de vida marina.